# Haltepunkt Eschborn Süd
Der Haltepunkt Eschborn Süd an der Kronberger Bahn ist neben den Bahnhöfen Eschborn und Niederhöchstadt einer von drei S-Bahn-Haltepunkten in der hessischen Stadt Eschborn. Er wird ausschließlich von den Linien S3 und S4 der S-Bahn Rhein-Main bedient. Der Haltepunkt liegt auf der Stadtgrenze zu Frankfurt am Main und ist auch tariflich beiden Orten zugeordnet.

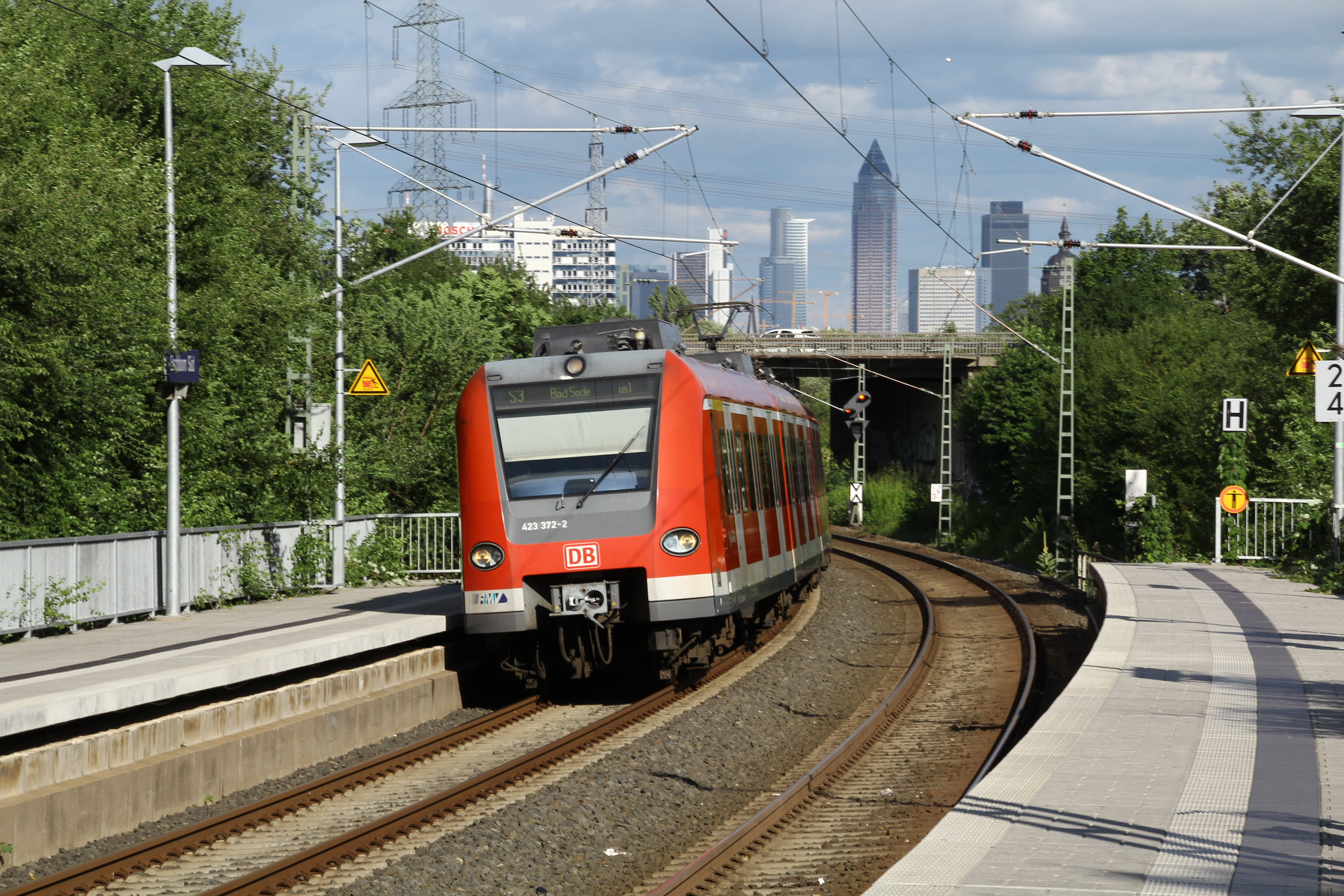
S3 nach Bad Soden im Haltepunkt Eschborn Süd; im Hintergrund die Frankfurter Skyline sowie links das Bosch-Hochhaus im benachbarten Rödelheim

## Geschichte
Im Zuge der Inbetriebnahme des S-Bahn-Netzes Rhein-Main am 28. Mai 1978 wurde auch die durch Eschborn führende Kronberger Bahn mit einbezogen. Zur S-Bahn-Eröffnung ging auch der Haltepunkt Eschborn Süd im Süden der Stadt Eschborn in Betrieb. Dieser dient in erster Linie der Erschließung des Eschborner Banken- und Bürogebietes und ist daher zu den Hauptverkehrszeiten stark frequentiert.
Seit Eröffnung des Haltepunktes wird dieser durch die S-Bahn-Linien S3 und S4 bedient, zunächst bis Frankfurt Hauptwache, heute bis nach Langen (S4) bzw. Darmstadt Hbf (S3).
Von 2007 bis 2008 wurde der Haltepunkt im Zuge der Barrierefreiheit barrierefrei um- und ausgebaut.
Anfang Juni 2015 wurde ein Asylbewerber in der Nähe des Haltepunktes Eschborn Süd von einer anfahrenden S-Bahn erfasst. Bereits in den vergangenen Jahren wurden an dieser Stelle mehrfach Personen von Zügen erfasst.
Zum Fahrplanwechsel 2016/2017 im Dezember 2016 wurde die bis dahin zwischen Rödelheim, Eschborn, Steinbach und Oberursel verkehrende Buslinie 252 auf die Strecke Eschborn Südbahnhof–Weißkirchen Ost eingekürzt. Zu den Hauptverkehrszeiten gibt es jedoch noch einzelne Fahrten, die bis zum Oberurseler Bahnhof geführt werden.
Zusätzlich wird bis spätestens 2028 die, sich aktuell im Bau befindliche, RT (Regionaltangente) von Praunheim über Eschborn Süd, Höchst, Flughafen bis nach Neu-Isenburg eine neue Verkehrsanbindung bieten.

## Verkehr

### S-Bahn
Der Haltepunkt Eschborn Süd ist ein reiner S-Bahnhof. Hier halten die Linien S3 und S4 der S-Bahn Rhein-Main, die verkehren von Bad Soden (S3) bzw. Kronberg (S4) über Frankfurt (Main) Hauptbahnhof, Frankfurt Süd, Neu-Isenburg und Langen bis Darmstadt Hauptbahnhof.
| Linie | Verlauf | Takt   |
| ----- | --- | ------ |
| S3    | Bad Soden (Taunus) – Sulzbach (Taunus) Nord – Schwalbach a Ts (Limes) – Schwalbach a Ts (Limes) Nord – Niederhöchstadt – Eschborn – Eschborn Süd – Frankfurt-Rödelheim – Frankfurt (Main) West – Frankfurt am Main Messe – Frankfurt (Main) Galluswarte – Frankfurt (Main) Hbf tief – Frankfurt (Main) Taunusanlage – Frankfurt (Main) Hauptwache – Frankfurt (Main) Konstablerwache – Frankfurt (Main) Ostendstraße – Frankfurt (Main) Lokalbahnhof – Frankfurt (Main) Süd | 30 min |
| S4    | Kronberg (Taunus) – Kronberg Süd – Niederhöchstadt – Eschborn – Eschborn Süd – Frankfurt-Rödelheim – Frankfurt (Main) West – Frankfurt am Main Messe – Frankfurt (Main) Galluswarte – Frankfurt (Main) Hbf tief – Frankfurt (Main) Taunusanlage – Frankfurt (Main) Hauptwache – Frankfurt (Main) Konstablerwache – Frankfurt (Main) Ostendstraße – Frankfurt (Main) Lokalbahnhof – Frankfurt (Main) Süd                                                                     | 30 min |

Da die Station Eschborn Süd auf der Tarifgrenze zwischen Frankfurt und Eschborn liegt, wird diese vornehmlich von Pendlern genutzt, welche ihre Fahrt hier beginnen oder enden lassen.

### Busverkehr
Am Haltepunkt Eschborn Süd befindet sich die Bushaltestelle Eschborn Südbahnhof. Diese wird von den folgenden Buslinien angefahren:
- 56: Eschborn Südbahnhof – Sossenheim Heinrich-Hopf-Straße – Eschborn Südbahnhof
- 252: (Oberursel Bahnhof – Stierstadt –) Weißkirchen Ost – Steinbach – Niederhöchstadt – Eschborn Südbahnhof
- 813: Eschborn Südbahnhof – Gewerbegebiet Süd – Eschborn Südbahnhof
- 825: Anruf-Sammel-Taxi

Alle hier verkehrenden Linien dienen in erster Linie der Erschließung des Eschborner Gewerbegebietes Süd sowie des Frankfurter Gewerbegebietes Wilhelm-Fay-Straße in Sossenheim.